# Dortmund Data Bank
El Dortmund Data Bank (DDB curt) és una base de dades factual per a dades termodinàmiques i termofísiques. El seu ús principal és el subministrament de dades per a la simulació de processos, on les dades experimentals són la base per al disseny, anàlisi, síntesi i optimització de processos químics. El DDB s'utilitza per ajustar paràmetres per a models termodinàmics com NRTL o UNIQUAC i per a moltes equacions diferents que descriuen propietats de components purs, per exemple, l'equació d'Antoine per a pressions de vapor. El DDB també s'utilitza per al desenvolupament i revisió de mètodes predictius com la UNIFAC i el PSRK. El Banc de Dades de Dortmund es va fundar a la dècada de 1970 a la Universitat de Dortmund a Alemanya. La raó original per iniciar una recollida de dades d'equilibri de fase vapor-líquid va ser el desenvolupament del mètode d'aportació de grup UNIFAC que permet estimar les pressions de vapor de mescles.